# 노버트 위너
노버트 위너(Norbert Wiener, 1894년 11월 26일 ~ 1964년 3월 18일)는 미국의 컴퓨터 과학자, 철학자, 수학자이다. 매사추세츠 공대 교수. 종합 과학이라고도 할 새로운 학문 분야인 사이버네틱스(Cybernetics)의 제창자로서 유명하다.
제2차 세계 대전 때에는 계산기 연구로 전쟁에 협력하였다. 1948년 사람의 신경 작용을 신호로 나타내는 새로운 과학을 개발하여 "사이버네틱스"라는 이름을 붙였다. 이것은 제2차 세계 대전 때에 고사포에 부착시키는 자동 조준기의 발명에 의해서 유명해졌다. 전자 계산기·번역 기계·오토메이션 등의 원리에도 이용되었다. 사이버네틱스란 공학·제어 시스템·컴퓨터 과학·생물학·신경과학·철학 등의 학문을 하나로 종합한 과학이다.
위너의 아버지 레오 위너(Leo Wiener)는 역사학자이며 언어학자이자 20여개 언어를 사용하는 번역가이기도 했다. 노버트 위너는 어린 시절 학교를 다니지 않고 아버지로부터 가정에서 교육을 받았으며, 11세의 나이에 고등학교를 졸업했다. 14세에는 수학 전공으로 터프츠 대학교를 졸업했다.

## 같이 보기
- 세포 자동자
- 범함수 적분